# Lamar (dolina)

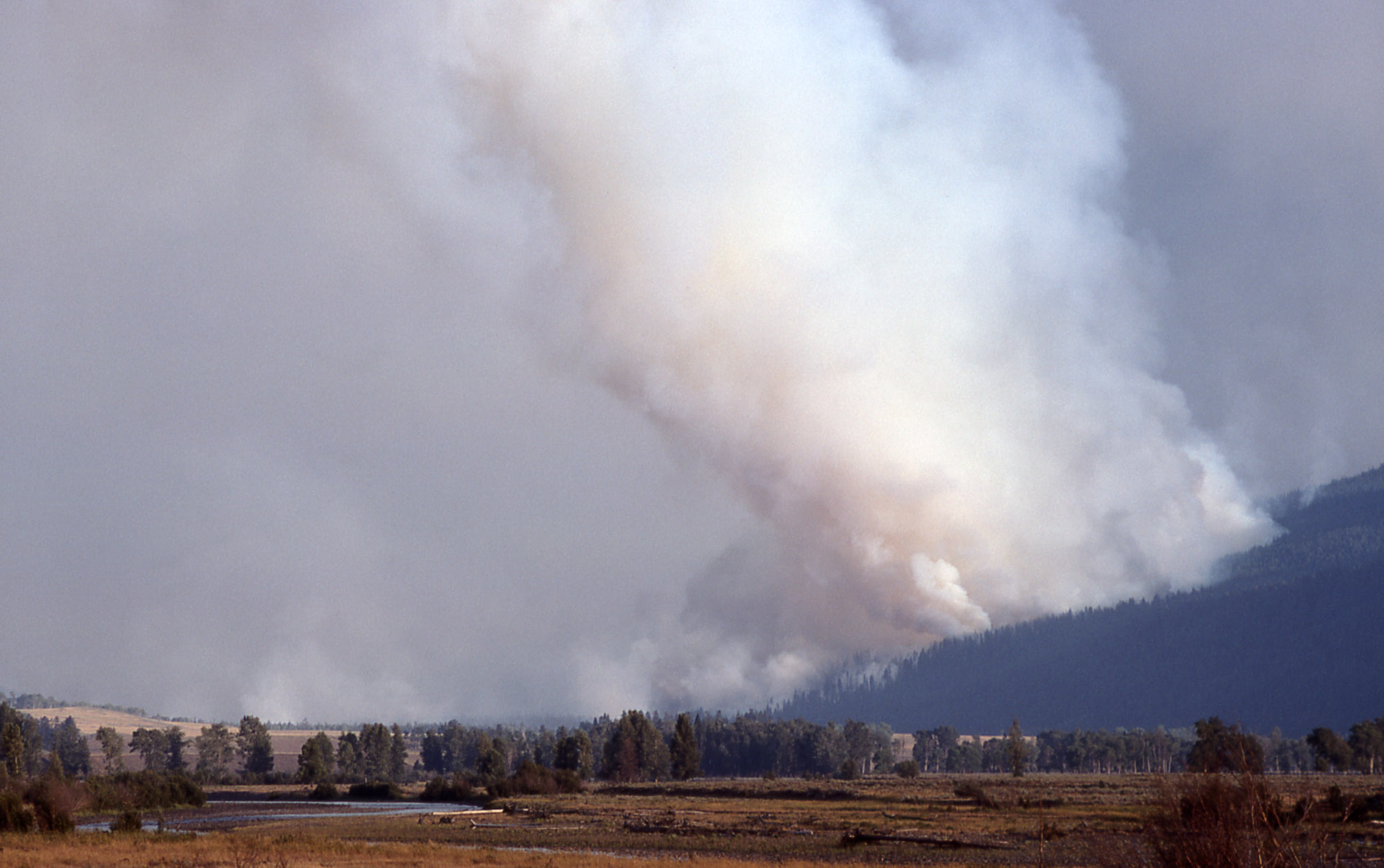
Pożar w dolinie Lamar

Lamar (ang. Lamar Valley) – dolina w  stanie Wyoming, w Stanach Zjednoczonych. Jest położona w północno-wschodniej części Parku Narodowego Yellowstone, na wschód od Mammoth Hot Springs oraz południowy wschód od północnego wjazdu do parku. Leży na terenie kaldery Yellowstone. Przez dolinę przepływa rzeka Lamar, która jest częstym celem wędkarzy łowiących głównie łososie oraz pstrąga tęczowego. 
Dolina Lamar została odkryta podczas wyprawy geologa Arnolda Hague, na przełomie 1884 i 1885 roku. Jest chętnie odwiedzana jest przez turystów dzięki łatwości obserwacji dzikich zwierząt takich jak bizony, wilki, wapiti, rybołowy, bieliki amerykańskie, widłorogi, łosie, baribale oraz inne gatunki niedźwiedzi. Na wiosnę często pozostaje zamknięta z racji występowania niedźwiedzi grizli, które w tym okresie są niespokojne.